# District de Serakhs
Le district de Serakhs (Turkmène : Sarahs etraby) est un district du Turkménistan situé dans la province d'Ahal. Sa capitale est la ville de Serakhs.